# Korpuajärvi (sjö, lat 65,68, long 28,85)
Korpuajärvi är en sjö i Finland. Den ligger i kommunen Kuusamo i landskapet Norra Österbotten, i den nordöstra delen av landet, 600 km norr om huvudstaden Helsingfors. Korpuajärvi ligger 245,1 meter över havet. Den är 2,9 meter djup. Arean är 2,49 kvadratkilometer och strandlinjen är 13,86 kilometer lång. Sjön  ingår i Ijo älvs huvudavrinningsområde.   
I övrigt finns följande i Korpuajärvi:
- Pekansaari (en ö)

I övrigt finns följande vid Korpuajärvi:
- Pisamojärvi (en sjö)